# 788 Hohensteina
Hohensteina (asteroide 788) é um asteroide da cintura principal com um diâmetro de 103,68 quilómetros, a 2,7438843 UA. Possui uma excentricidade de 0,1244916 e um período orbital de 2 026,54 dias (5,55 anos).
Hohensteina tem uma velocidade orbital média de 16,824416 km/s e uma inclinação de 14,28621º.
Este asteroide foi descoberto em 28 de Abril de 1914 por Franz Kaiser.